# Gouvernement Beriziky
IVe République
Vital Kolo
Le gouvernement Beriziky est le gouvernement malgache du 21 octobre 2011 au 12 avril 2014.

## Coalition et historique
Le Premier ministre Jean-Omer Beriziky est nommé le 2 novembre 2011 et son gouvernement le 21 novembre 2011.

## Composition
Voici la composition du gouvernement nommé par Jean-Omer Beriziky le 21 novembre 2011:
| Fonction                                                                        | Nom                                                | Mandat                             |
| ------------------------------------------------------------------------------- | -------------------------------------------------- | ---------------------------------- |
| Vice-Premier ministre chargé du Développement et de l’aménagement du Territoire | Hajo Herivelona Andrianiainarivelo                 | 21 novembre 2011 - 28 août 2013    |
| Vice-Premier ministre chargé du Développement et de l’aménagement du Territoire | Julien Reboza (Intérim)                            | 28 août 2013 - 11 avril 2014       |
| Vice-Premier ministre chargé de l’Economie et de l’Industrie                    | Pierrot Botozaza                                   | 21 novembre 2011 - 11 avril 2014   |
| Ministre des Affaires étrangères                                                | Pierrot Rajaonarivelo                              | 21 novembre 2011 - 28 août 2013    |
| Ministre de l’Agriculture                                                       | Rolland Ravatomanga                                | 21 novembre 2011 - 11 avril 2014   |
| Ministre du Commerce                                                            | Olga Ramalason                                     | 21 novembre 2011 - 11 avril 2014   |
| Ministre de la Communication                                                    | Harry Laurent Rahajason                            | 21 novembre 2011 - 11 avril 2014   |
| Ministre de la Culture et du Patrimoine                                         | Elia Ravelomanantsoa                               | 21 novembre 2011 - 11 avril 2014   |
| Ministre de la Décentralisation                                                 | Ruffine Tsiranana                                  | 21 novembre 2011 - 11 avril 2014   |
| Ministre de l’Eau                                                               | Julien Reboza                                      | 21 novembre 2011 - 11 avril 2014   |
| Ministre de l’Education nationale                                               | Régis Manoro                                       | 21 novembre 2011 - 11 avril 2014   |
| Ministre de l’Elevage                                                           | Ihanta Randriamandranto                            | 21 novembre 2011 - 11 avril 2014   |
| Ministre de l’Energie                                                           | Nestor Razafindroariaka                            | 21 novembre 2011 - 11 avril 2014   |
| Ministre de l’Enseignement supérieur                                            | Etienne Hilaire Razafindehibe                      | 21 novembre 2011 - 11 avril 2014   |
| Ministre de l’Enseignement Technique et de la Formation professionnelle         | Jean André Ndremanjary                             | 21 novembre 2011 - 11 avril 2014   |
| Ministre de l’Environnement et des Forêts                                       | Joseph Randriamiharisoa                            | 21 novembre 2011 - 13 avril 2012   |
| Ministre des Finances                                                           | Hery Rajaonarimampianina                           | 21 novembre 2011 - 28 août 2013    |
| Ministre de la Fonction publique                                                | Tabera Randriamanantsoa                            | 21 novembre 2011 - 28 août 2013    |
| Ministre des Forces armées                                                      | Général Lucien Rakotoarimasy                       | 21 novembre 2011 - 11 avril 2014   |
| Ministre des Hydrocarbures                                                      | M. Marcel Bernard                                  | 21 novembre 2011 - 11 avril 2014   |
| Ministre de l’Intérieur                                                         | Florent Rakotoarisoa                               | 21 novembre 2011 - 11 avril 2014   |
| Ministre de la Jeunesse et des Loisirs                                          | Jacques Ulrich Randriantiana                       | 21 novembre 2011 - 11 avril 2014   |
| Ministre de la Justice                                                          | Christine Razanamahasoa                            | 21 novembre 2011 - 8 novembre 2013 |
| Ministre de la Justice                                                          | Florent Rakotoarisoa (intérim)                     | 8 novembre 2013 - 11 avril 2014    |
| Ministre des Mines                                                              | Tolotrandry Rajo Daniella Randrianfeno             | 21 novembre 2011 - 11 avril 2014   |
| Ministre de la Pêche et des Ressources halieutiques                             | Sylvain Manoriky                                   | 21 novembre 2011 - 11 avril 2014   |
| Ministre de la Population                                                       | Olga Vaomalala                                     | 21 novembre 2011 - 11 avril 2014   |
| Ministre des Postes, Télécommunications et Nouvelles technologies               | Ny Hasina Andriamanjato                            | 21 novembre 2011 - 5 mars 2014     |
| Ministre des Postes, Télécommunications et Nouvelles technologies               | Général Lucien Rakotoarimasy (Intérim)             | 5 mars 2014 - 11 avril 2014        |
| Ministre de la Promotion de l’Artisanat                                         | Elisa Zafitombo Alibena                            | 21 novembre 2011 - 11 avril 2014   |
| Ministre des Relations avec les Institutions                                    | Victor Manantsoa                                   | 21 novembre 2011 - 11 avril 2014   |
| Ministre de la Santé publique                                                   | Johanita Ndahimananjara                            | 21 novembre 2011 - 8 novembre 2013 |
| Ministre de la Santé publique                                                   | Olga Vaomalala (Intérim)                           | 8 novembre 2013 - 11 avril 2014    |
| Ministre de la Sécurité intérieure                                              | Contrôleur Général de police Arsène Rakotondrazaka | 21 novembre 2011 - 11 avril 2014   |
| Ministre des Sports                                                             | Gérard Botralahy                                   | 21 novembre 2011 - 11 avril 2014   |
| Ministre du Tourisme                                                            | Jean Max Rakotomamonjy                             | 21 novembre 2011 - 8 novembre 2013 |
| Ministre du Tourisme                                                            | Ny Hasina Andriamanjato (Intérim)                  | 8 novembre 2013 - 5 mars 2014      |
| Ministre du Tourisme                                                            | Ramarcel Benjamina Ramanantsoa (Intérim)           | 5 mars 2014 - 11 avril 2014        |
| Ministre des Transports                                                         | Ramarcel Benjamina Ramanantsoa                     | 21 novembre 2011 - 11 avril 2014   |
| Ministre des Travaux publics et de la Météorologie                              | Colonel Botomanovatsara                            | 21 novembre 2011 - 11 avril 2014   |
| Secrétaire d'Etat à la Gendarmerie nationale                                    | Général Randrianazary                              | 21 novembre 2011 - 11 avril 2014   |